# Мурси (народ)

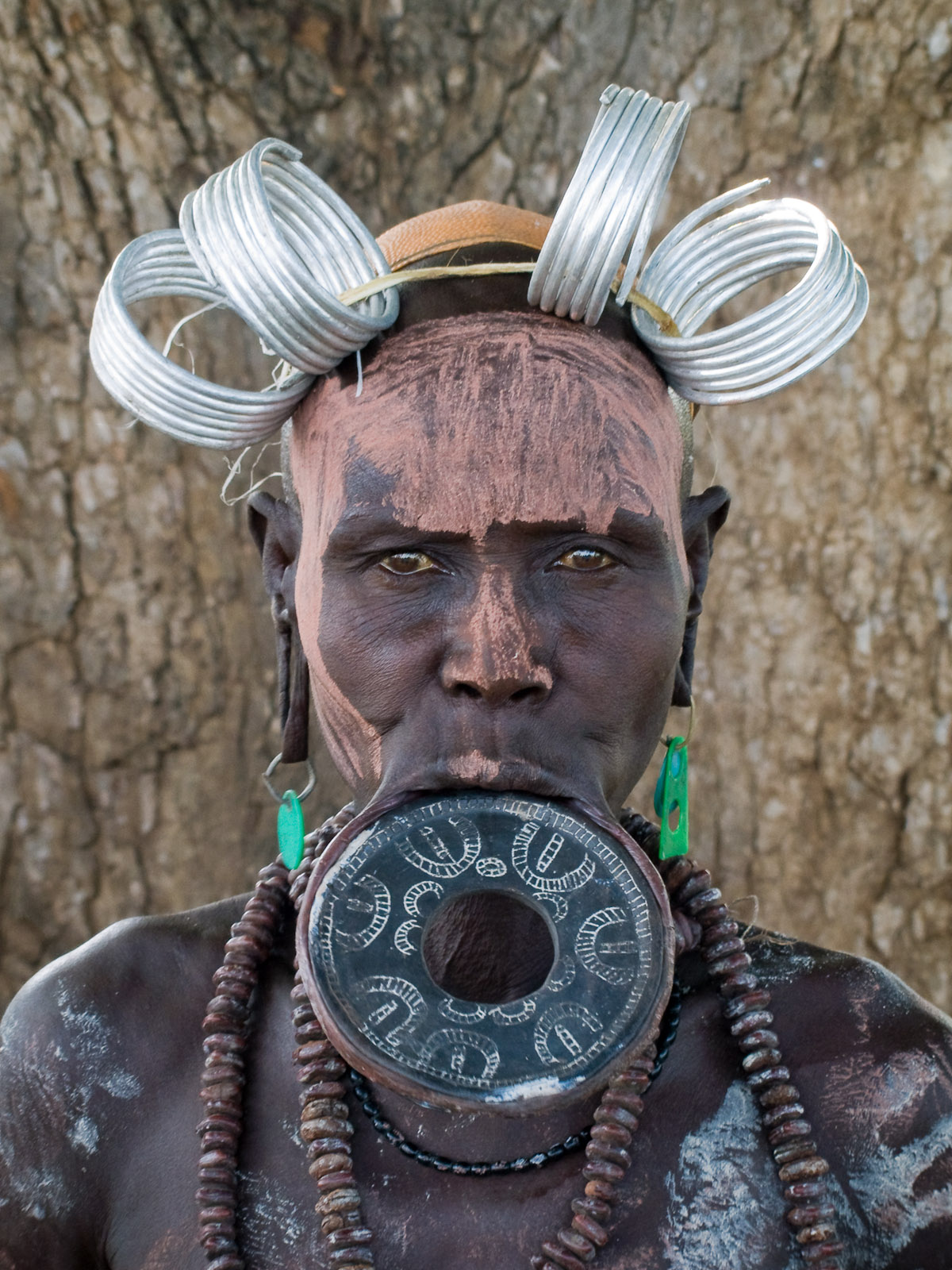
Женщина мурси с тарелкой в губе

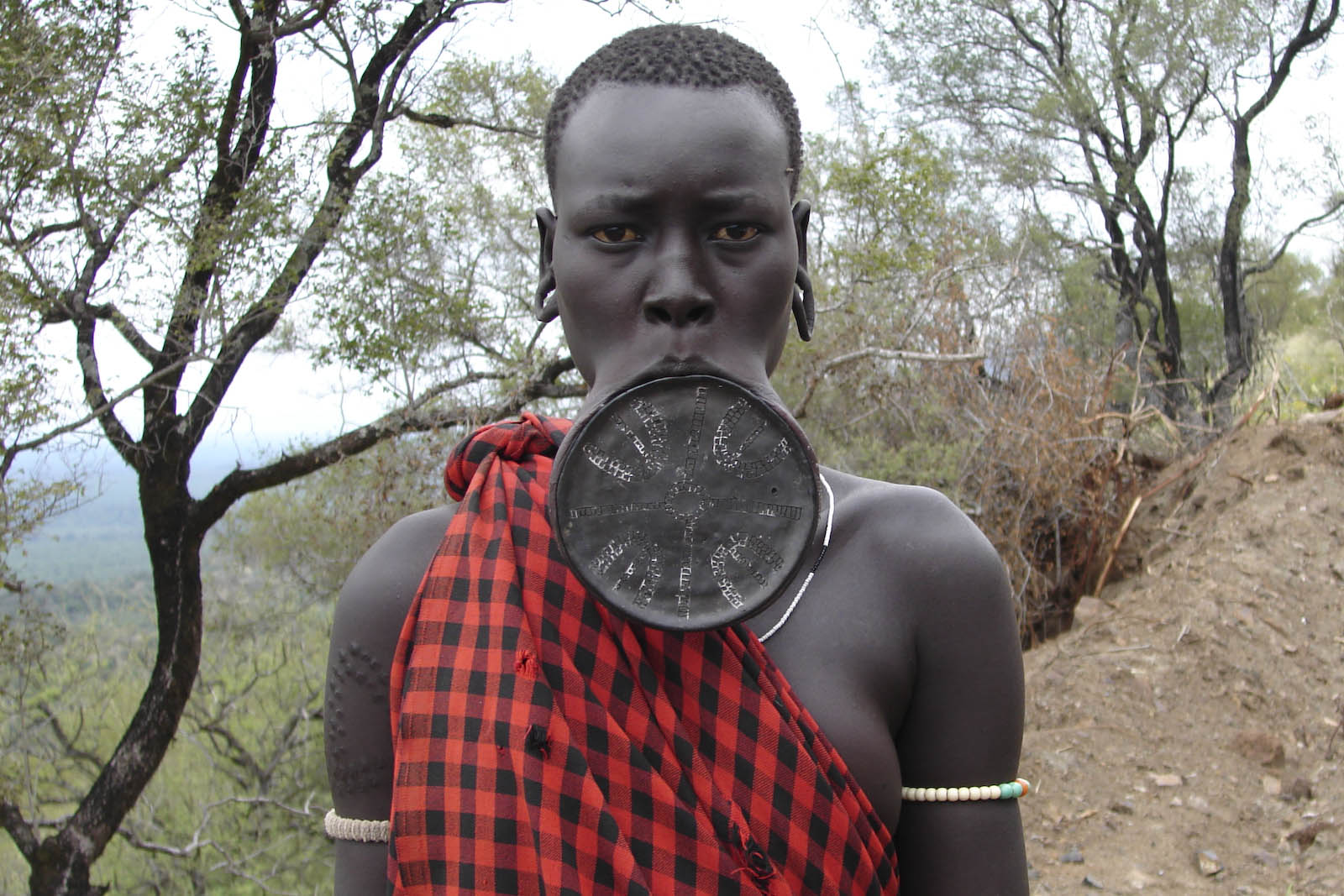
Женщина мурси с тарелкой в губе

Мурси (или мун, как они сами себя называют) — нилотская этническая группа, проживающая на юго-западе Эфиопии. В основном, населяют территорию Южного Омо в регионе Южных национальностей, народностей и народов недалеко от границы с Южным Суданом.
Согласно национальной переписи 2007 года, численность мурси — 7500 человек.

## Язык
Мурси говорят на языке мурси, который относится к языкам нило-сахарской макросемьи. На языке пишут либо эфиопским, либо латинским письмом.

## Религия и культура

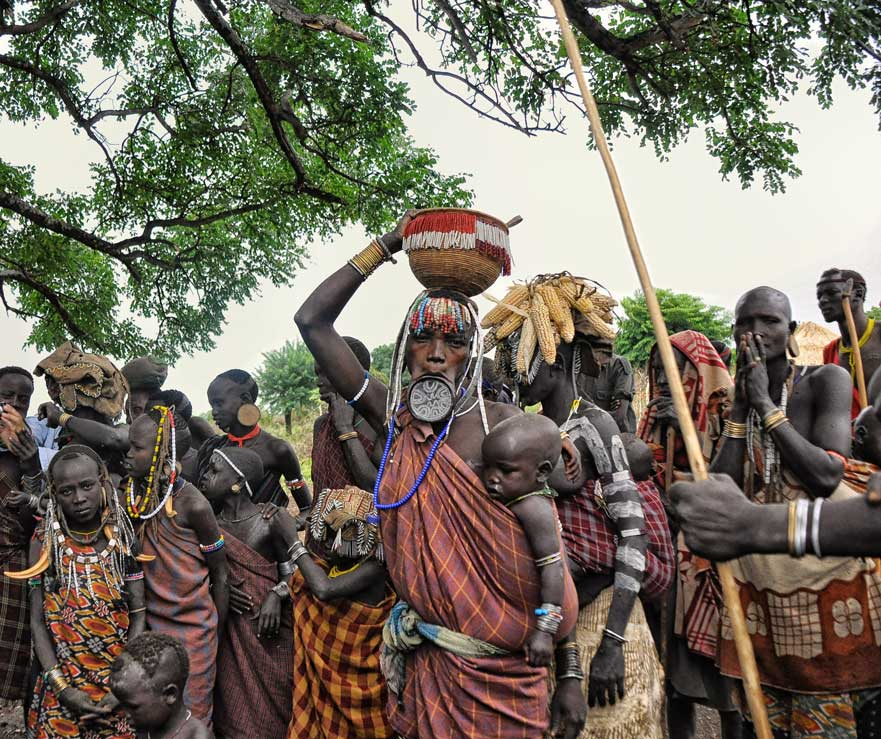
Несколько мурси

Как и многие восточно-африканские скотоводы-земледельцы, мурси верят в высшие силы, которые называют Тумви. Тумви обычно обитает на небе, но иногда проявляет себя, как «часть неба» (ahi a tumwin) — как птица или радуга.
Основной религиозной должностью является должность жреца, или Kômoru. Жрец является связующим лицом между общиной и богом и воплощает в себе благосостояние всей группы. Особенно эта так называемая связь проявляется в случае угрозы засухи, голода, болезней и вредителей, способных уничтожить урожай или доставить неприятности скоту. Его роль состоит в совершении специальных обрядов: вызвать дождь, защитить скот и людей от болезней, предотвратить нападения соседних племён, обеспечить плодородие почвы и так далее. Как считается, чтобы сохранить эту сакральную связь с богом, жрец никогда не должен покидать пределов родных земель.

## Отношения с соседями
Северными соседями мурси являются боди. В 1974 году, во время сильной засухи, мурси и боди воевали за право населять район Мара, который первоначально принадлежал боди, но впоследствии был заселён мурси.
Мурси держали свой скот подальше от северных пастбищ, вместо этого выводили его на восточные окраины, тем самым защищая от соседей, но, одновременно, подвергая возможности заражения от мух цеце, которые кишели в этом районе. Самим же представителям племени они не страшны. Дело в том, что аборигены, жизнь которых проходит в очень тяжелых условиях, уже много веков делают прививки; правда, весьма своеобразные. Новорождённому ребёнку под кожу запускают живых личинок насекомых. Организм, почувствовав инородное тело, вступает с ним в схватку. На теле у мурси остаются уродливые отметины, зато он приобретает иммунитет ко всевозможным болезням. К 12 годам (по местным понятиям, это возраст полового созревания) живот воина смерти усеян сотнями следов от «прививок», которые складываются в причудливые узоры. Кланы мурси беспрерывно враждуют и между собой — из-за пастбищ, колодцев и земельных наделов, поэтому каждый воин смерти, покидающий пределы деревни, имеет при себе автомат Калашникова (их приобретают в соседнем Судане). По посёлку же мурси ходят вооруженными длинными палками, украшенными фаллическими символами.
Все мурси с детства учатся драться на палках, принимая участие в ежегодном турнире, который проходит с сентября по ноябрь — Донга. На это время между кланами устанавливается перемирие. В сражениях порой участвует до тысячи мужчин. Бойцы разбиваются попарно и бьют друг друга до тех пор, пока соперник не упадёт. Причём категорически запрещено убивать соперника: тому, кто нарушит правило, попросту отрубают руку. Победитель этого турнира, проходящего по олимпийской системе, имеет право выбрать себе жену из любого клана, без какого-либо выкупа.
Все остальное время мурси беспрерывно воюют. Убийство противника из чужого клана — настоящий подвиг, дающий право на нанесение специальной татуировки (несколько похожей по форме на армейский шеврон). Тату наносится на правую руку, если мурси убил мужчину, на левую — если жертвой стала женщина. Когда свободного места на руках не остаётся, татуировки наносятся на спину, ягодицы и живот.

## Туризм

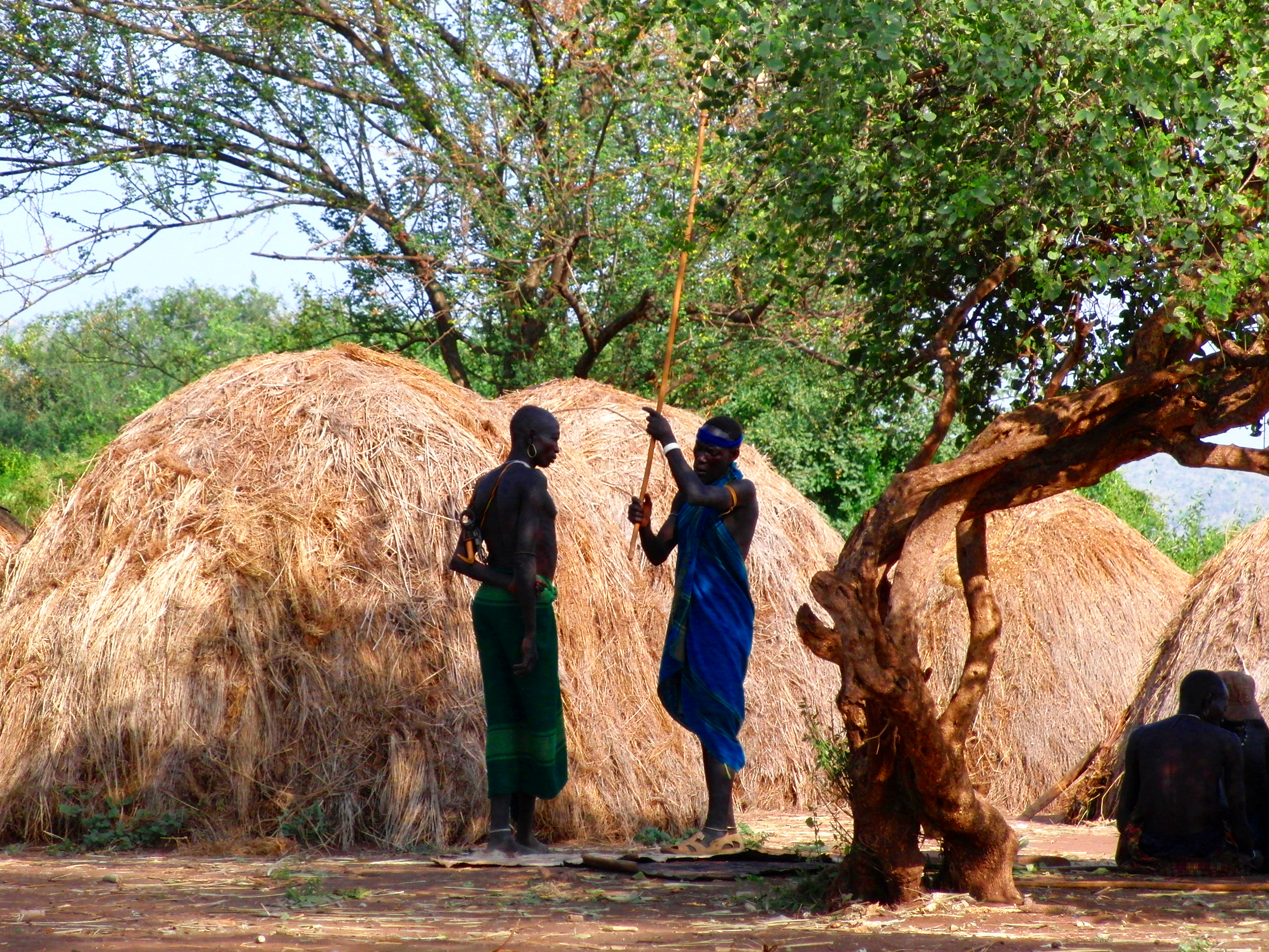
Люди мурси общаются

Желающих побывать в деревне мурси обязательно сопровождает вооруженная охрана, но гостям деревни все равно приходится держаться настороже, так как абориген может запросто сорвать цепочку с шеи гостя деревни, вырвать из рук дорогой фотоаппарат или сумку и скрыться среди хижин.
Ещё один способ получить с туриста деньги — позирование на камеру. Существует чёткая цена: фотография с мурси — 2 быра (1 быр равен примерно 2 рублям), с голым мурси — 15 быров (аборигены с удовольствием позируют без набедренных повязок, которые надевают исключительно ради гостей), с воином с автоматом — 6 быров, с голым воином с автоматом — 20 быров.
Мир народа мурси, тем не менее, исчезает; вдобавок к засухам и другим лишениям, они потеряли десятую часть своего населения из-за гражданских войн.